# Yamana
Els Yamana, Yagán, Yahgan, Yámana, Yamana, o Tequenica, eren un conjunt de pobles caçadors-pescadors-recol·lectors trobats a la Terra del Foc, al sud del Canal de Beagle. Són considerats pobles nòmades canoers i la seva ascendència arqueològica es remunta fins al 6900 ane. Des del s. XVII es van produir els primers contactes occidentals amb aquestes poblacions indígenes, els quals ens han proporcionat un registre de les seves conductes, però alhora van posar fi al mode de vida d'aquestes poblacions. El clima de la regió es presenta com fred-humit amb influència oceànica que modera les amplituds diàries i estacionals, també anomenat microtermal humit. Aquest clima es caracteritza per: precipitacions freqüents de baixa intensitat; una temperatura mitjana que ronda els 5 °C, amb màximes de 9 °C i mínimes d'1 °C; els vents constants i sobretot de l'oest. Aquestes característiques van ser descrites pels primers europeus com un clima excessivament rigorós per a la vida humana, actualment veient-se comparable al nord d'Escòcia.

## Problemes del registre etnogràfic
El registre etnogràfic del qual disposem sobre els yamana i les seves conductes mortuòries va ser generat per diversos actors socials, exploradors, missioners, viatgers, naturalistes, metges i, finalment, els etnògrafs. Aquesta varietat es podria interpretar com un problema, però es pot valorar com un fet positiu, doncs proporciona molts i diversos punts de vista sobre els mateixos actes, en els quals sempre es poden trobar recurrències. Tot i així, hi ha problemes palpables generalitzats al primer període (s. XVIII-XIX): de contactes formats per personatges diversos, contactes ocasionals, desconeixement de l'idioma i forta visió cristianitzant. En el segon període (XIX-XX), format per etnògrafs, ja es coneixia l'idioma i els contactes eren extensos, però després de 50 anys de modificació de les pautes de vida per part dels missioners, les tradicions natives s'havien vist transformades, així com la forma de vida CR (Caçadora-Recol·lectora).

## La mort
La mort pels yamana significava la fi de l'existència. Un cop el Kešpix̛ (esperit) abandonava el cos ja no es podia tornar a veure mai més, i els yamana desconeixien què feien i deixaven de fer. El Kešpix̛ se l'emportava el Watauineiwa (ser suprem) i després el cos es descomponia. Així doncs, quan una persona moria els rituals eren summament esfereïdors i commovedors pel fet que implicava la realització que la persona s'havia perdut per sempre. El cas dels yékamuš, quan s'estaven morint, l'esperit anomenat “Fera” s'espantava, doncs si no se n'anava podria restar en aquest món després de la defunció i molestar la gent. Els esperits vaguen per boscos i muntanyes, encara que si han mort en un accident de canoa queden atrapats al mateix lloc per sempre. Tanmateix, els yamana no tenien por dels esperits.
Els dos principals rituals utilitzats pels yamana són inhumació i cremació, sense haver-hi un predomini net d'un procediment sobre l'altre. Tot i això, les fonts etnogràfiques afirmen que abans de l'arribada dels missioners occidentals la cremació hauria estat el ritual predominant

### La cerimònia de la Yamalašemoina
El Yamalašemoina era el ritual reservat als adults que es duia a terme després de morir-se un yamana. Un cop morta la persona, la notícia s'escampava ràpidament i els parents, amics i veïns anaven a la cabana de la persona difunta. Aquest moment s'anomena tfilauwaia. Si moltes persones es reunien immediatament ja es comença el Yamalašemoina. Si no hi ha quòrum per a iniciar el ritual, els ancians donen el tret de sortida perquè s'engeguin els preparatius. El primer pas era de pintar-se, acció que homes i dones feien diferenciadament. Antigament, les dones, més que els homes, s'adornaven tot el cos amb abundants dissenys de línies amb punts i cercles de color vermell, blanc i negre. A l'època de Gusinde els participants es conformaven pintant-se la cara, braços i cames, i poques vegades les dones es pintaven el cos. Els motius pictòrics eren uns dissenys estàndard coneguts, reductibles a unes quantes formes bàsiques. Les pintures acostumaven a ser semblants a les dels relatius del difunt, mostrant així la seva estima i dolor. Si havia estat un assassinat les pintures eren especials, i la meitat de la cara es pintava de negre, i l'altra meitat tota vermella amb punts blancs i línies verticals juntes. Alhora que es pintaven també es posaven el hapak al cap, un tros de pell triangular amb adorns d'oca carnaca, i als últims temps pell. Els assistents també portaven una massa que pintaven de blanc, o vermell si es rememorava un assassinat. Moltes dones no tenien massa i portaven un rem de canoa.
Quan ja estaven llestos entraven dins la cabana i s'asseien. Al seu interior es produïen un seguit de cants i laments caòtics en honor del mort i a tots els passats. En aquests es recordaven les vivències amb el mort i s'insultava el Watauineiwa (Ser Suprem), com a culpable de la mort. A la nit molts d'ells se sentien culpables i murmuraven oracions de disculpa. En alguns punts de la cerimònia s'aixecaven presos del dolor, agafaven carbó, el xafaven i es pintaven tota la cara agressivament de color negre.
Passades unes hores, els reunits sortien al carrer i realitzaven un simulacre de lluita. Es formaven dos grups, els quals empunyaven les masses i rems. Un grup i altra s'atacaven teatralment i es formaven parelles. No s'hi produïen cops reals tret que hi hagués antigues disputes; fos un assassinat, en aquest cas s'atacava violentament el causant i relatius; o bé hi hagués molts insults forts. La lluita durava una hora i després es tornava a dintre la cabana. Quan s'acabava es tornava a entrar dins la cabana on es produïen unes danses i cants. Finalment, la cerimònia s'acabava quan l'ancià ho decidia, tots picaven a terra amb les maces, rems o bastons de dansa i se n'anaven cap a les cabanes.